# Bionischer Arm

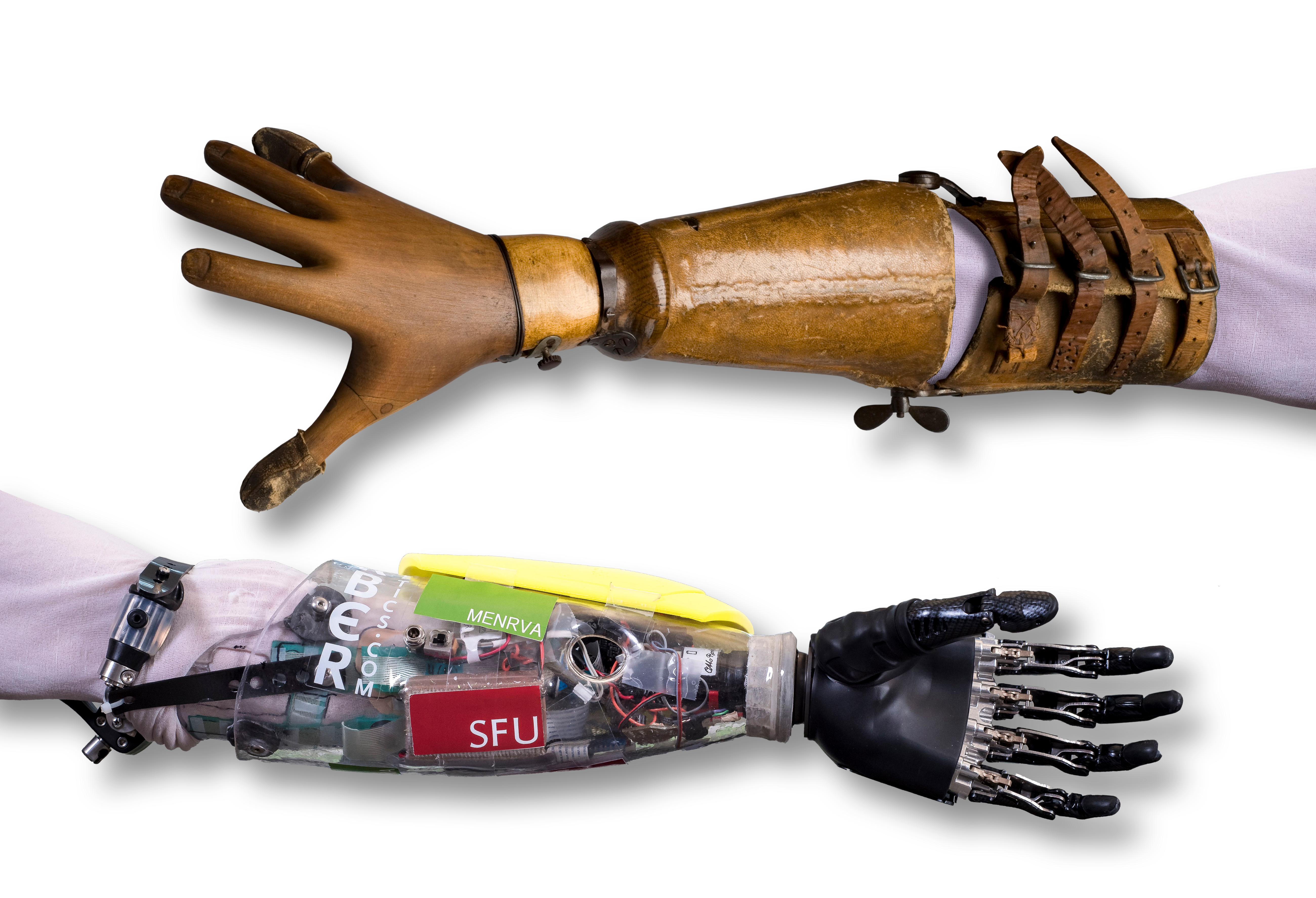
Die Entwicklung der Armprothesen. Oben: Habitusprothese aus Holz und Leder (1904). Unten: Bionische & Myo-Elektrische Prothese (2016)

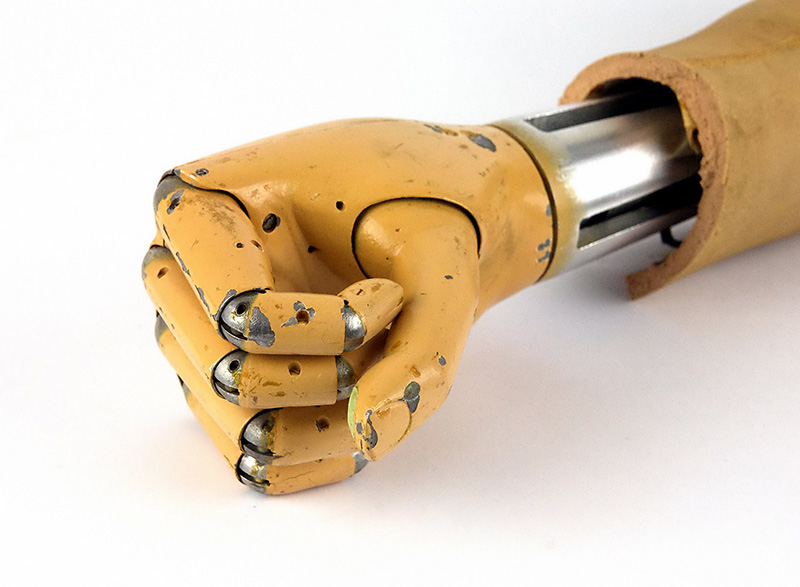
Die „Belgrad Hand“ (1963)

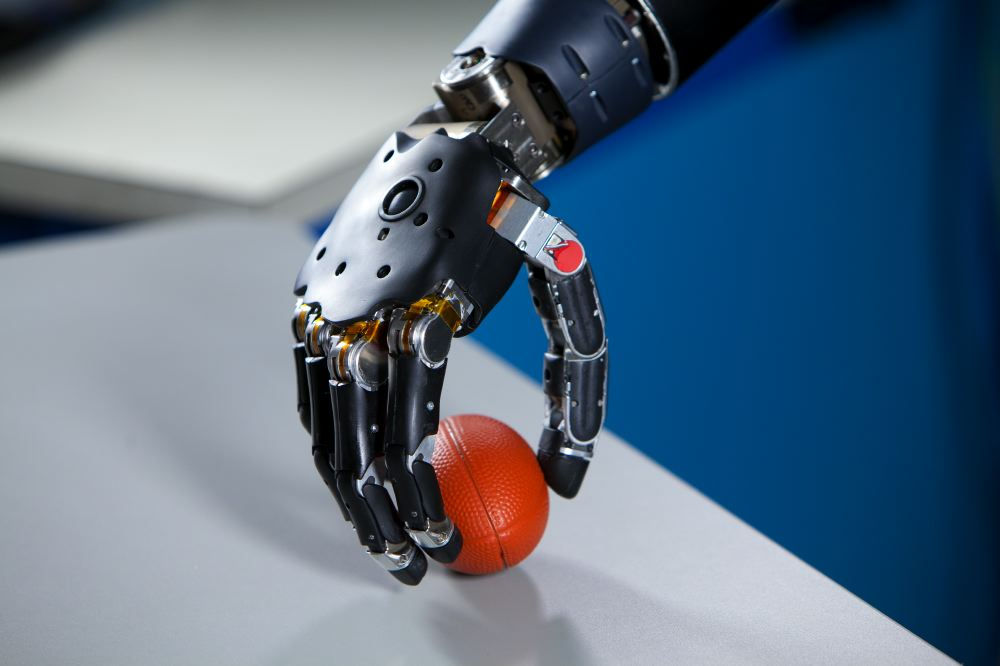
Bionischer Arm: eine gehirngesteuerte Armprothese mit taktilen Sensoren (2011)

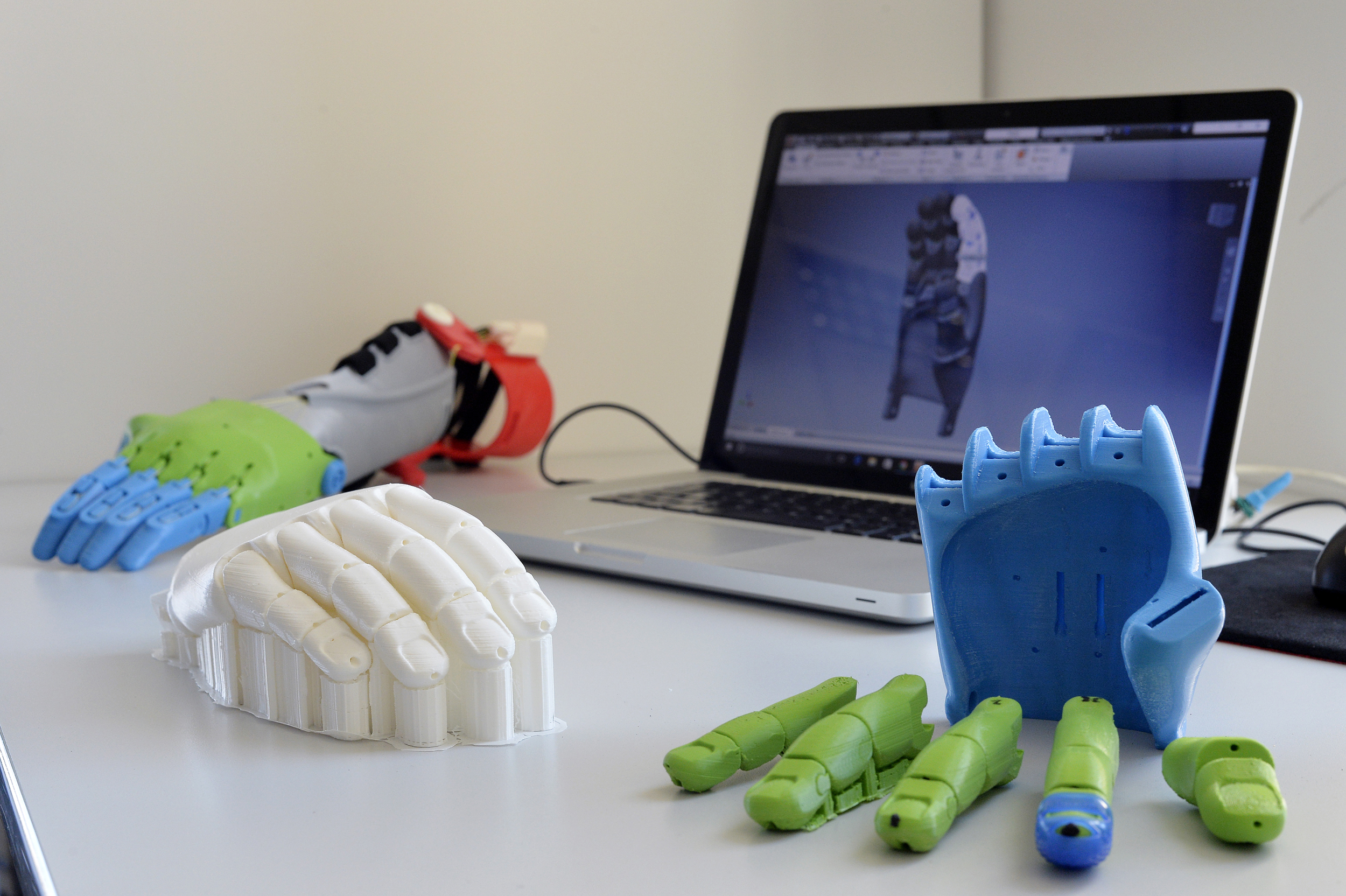
Im 3D-Druck hergestellte Komponenten beschleunigen und verbilligen die Forschung

Als Bionischen Arm bezeichnet man eine Prothese der oberen Extremitäten, die zur Gruppe der Fremdkraftprothesen zählt. Eine Bionische- wird im Gegensatz zur so genannten Eigenkraftprothese nicht durch verbleibende Muskulatur, sondern durch Elemente, die auf Ideen und Prinzipien der Bionik basieren, gesteuert und bewegt. Die neuesten Modelle werden direkt aus dem Gehirn über elektronische Chips gesteuert, die die Nervensignale zu dem in die Prothese integrierten Steuerungs-Computer übertragen.

## Myo-Elektrik gegenüber Bionik
Der Übergang von der Myo-Elektrischen Prothese (Fremdkraftprothese) bei der mittels myoelektrischer Signale die Prothesenhand bewegt wird, hin zur bionischen Prothese ist nahezu fließend.
Die auf Myoelektrik basierenden Prothesen nutzen die elektrische Spannung vorher eingeübter Bewegungen in der Restmuskulatur, die in elektronische Signale umgewandelt werden für die eigentliche Prothesen-Bewegung, die teilweise durch Mikroprozessoren und Elektromotoren optimiert wird. Daher spricht man auch von einer Fremdkraftprothese.
Erste Versuche mit dieser Technologie fanden in den frühen 1960er Jahren statt. Der erste kommerzielle myoelektrische Arm wurde 1964 vom Zentralen Prothesen Forschungsinstitut der UdSSR produziert.
Trotzdem darf bei allen technischen Erfolgen – vor allem der letzten zwanzig Jahre – nicht vergessen werden, dass diese Myo-Elektrischen Prothesen für die Hand bei weitem noch nicht so ausgefeilt sind, wie die Beinprothesen in diesem Bereich, bei denen es Varianten gibt, die sportliche Leistungen erlauben, die für Unversehrte nicht erreichbar sind. Bisher ist es noch nicht gelungen, eine wirklich gleichwertige (oder sogar überlegene) Ersatzhand für den dauerhaften Alltagseinsatz zu konstruieren, da kein anderes Teil des menschlichen Körpers so komplexe und virtuose Bewegungsabläufe wie eine gesunde Hand vollbringt.
Bei der Erprobung der Modelle stehen die Wissenschaftler immer wieder vor großen Herausforderungen, wie dem hohen Gewicht, der ungenügenden Leistungsfähigkeit der Batterien, oder dem oft ruckartigen, unharmonischen Ablauf bestimmter Bewegungen.

## Die „Belgrad Hand“
1963 wurde am Mihajlo Pupin Institut in Belgrad die erste prothetische Roboterhand mit externer Stromversorgung vorgestellt, die heute allgemein als Die Belgrader Hand bezeichnet wird. Sie basiert auf den Grundlagen der Forschungsexperimente der Professoren Rajko Tomović und Miodrag Rakić von der Belgrader Fakultät für Elektrotechnik, wo auch im gleichen Jahr das Modell gebaut wurde. Die Hand hat fünf Finger, eine mikroelektrische Steuerung und ein sensorisches Feedback. Dadurch wurde es möglich Objekte mit gebeugten und gestreckten Fingern zu greifen. Obwohl sie nicht als orthopädisches Hilfsmittel oder unter klinischen Bedingungen verwendet wurde, beeinflusste die „Belgrader Hand“ die Entwicklung anderer Prothesen sowie der humanoiden Robotik in verschiedenen Bereichen der Wissenschaft und Medizin auf der ganzen Welt. Die Arbeit an der Roboterhand intensivierte weitere Aktivitäten auf dem Gebiet der Robotik, Prothetik und Bionik.

## Forschung und experimenteller Einsatz
Seit 2023 wird zu einem neuartigen Konzept des Bionischen Arms geforscht. Hierbei verlässt man den gewohnten Weg der an- und ablegbaren Prothese zu Gunsten eines dauerhaften Implantats: Bei dieser – Osseointegration genannten – Technologie „verschmilzt“ der bionische Arm quasi über das Titan-Implantat mit dem Skelett des Benutzers und verbindet ihn über Elektroden, die in Nerven und Muskeln implantiert werden, mit dem Nervensystem. Die bei diesem Projekt verwendete bionische Hand wurde von einem italienischen Robotikunternehmen entwickelt. Sie verfügt über neu entwickelte motorische und sensorische Komponenten, die es dem Benutzer ermöglichen, rund 80 Prozent der Aktivitäten des täglichen Lebens auszuführen.
Vielversprechende Resultate im Bereich „der fließenden, harmonischen Bewegungen“ bringt die sogenannte „Fluidhand“, die am Karlsruher Institut für Technologie entwickelt wurde. Dank einer hydraulischen Steuerung kann bei dieser Prothese jeder Finger einzeln bewegt werden. So sind mit der Fluidhand immerhin schon fünf verschiedene Bewegungsabläufe möglich. So entsteht ein Griffspektrum, das mit den herkömmlichen Prothesen nicht möglich ist, etwa einen Fahrstuhlknopf zu drücken, eine Scheckkarte zu halten, auf einer Tastatur zu schreiben oder eine Tasche zu tragen. Nach wie vor die größte Herausforderung für die Prothesenentwickler ist der Ersatz einzelner Finger.
Intensiv wird in diesem Bereich auch an der Schaffung eines „taktilen Rückempfinden“ geforscht, also der Möglichkeit über Sensoren in der Prothese „spüren zu können“, ob ein Gegenstand hart oder weich ist.

## Zukünftige Entwicklung
Das vorrangige Ziel der Forschung ist die Verbesserung der feinmotorischen Steuerung der Prothese, die es zum Beispiel erlaubt, die unterschiedlichsten Objekte zu greifen, aufzuheben und zu benutzen. Das „einfache“ Einschenken eines Wasserglases, oder auch ein Blatt Papier aufzuheben und umzudrehen, erfordert eine simultane Kontrolle von Daumen und Zeigefinger sowie eine dazu koordinierte Armdrehung.
Ein weiteres großes Thema ist die Beschleunigung der Signalübertragung von der Prothese hinein in den Stumpf und weiter über besondere Nervenschnittstellen zum Gehirn des Betroffenen. Dabei werden Sensoren, die in einer Prothese integriert sind, direkt mit den entsprechenden Nervenbahnen gekoppelt, sodass eine Art „Plug-and-Play-System“ geschaffen wird. Bei bisherigen bionischen Rekonstruktionen war teilweise ein wochen- oder sogar monatelanges Training notwendig, um die Prothese richtig bedienen zu können. Große Fortschritte erwartet man sich gegenwärtig generell vom verstärkten Einsatz künstlicher Intelligenz.